# Сумахос
Сумахос бен Иосеф— (ивр. סומכוס בן יוסף‎) танна шестого поколения, ученик рабби Меира. Его выдающимся учеником был амора Рав.

## Высказывания
Сумахос выдвигал в некоторых случаях имущественных споров принцип «Имущество на которое претендуют несколько человек, и ни один из них не может доказать свои права на него — делят поровну». Как правило этот принцип отвергается большинством еврейских законодателей в пользу принципа «Бремя  доказательства лежит на истце».